# Nuova A.M.G. Sebastiani Basket Rieti 2008-2009
Questa voce raccoglie le informazioni riguardanti la Nuova A.M.G. Sebastiani Basket Rieti nelle competizioni ufficiali della stagione 2008-2009.

## Verdetti
- Serie A:
  - stagione regolare: 14º posto su 16 squadre (11-19).

## Stagione
La stagione 2008-2009 della Nuova A.M.G. Sebastiani Basket Rieti, sponsorizzata Solsonica, è la 2ª nel massimo campionato italiano di pallacanestro, la Serie A.
Anche per questa stagione la Lega Basket conferma la regola riguardo al numero di giocatori extracomunitari consentiti per ogni squadra, cioè quattro.

## Roster
Aggiornato al 7 gennaio 2022.
|    | Naz.                                     | Ruolo | Sportivo            | Anno | Alt. | Peso |  |
| -- | ---------------------------------------- | ----- | ------------------- | ---- | ---- | ---- |  |
| 4  | Italia (bandiera)                        | PG    | Diego Grillo        | 1987 | 185  | 75   |  |
| 5  | Stati Uniti (bandiera)                   | P     | Jerry Green         | 1980 | 190  | 93   |  |
| 6  | Stati Uniti (bandiera)                   | G     | Folarin Campbell    | 1986 | 193  | 90   |  |
| 7  | Italia (bandiera)                        | AG    | Stefano Martellucci | 1984 | 200  |      |  |
| 8  | Rep. Ceca (bandiera)                     | C     | Jiří Hubálek        | 1982 | 209  | 105  |  |
| 10 | Italia (bandiera)                        | C     | Matteo Spippoli     | 1981 | 212  | 110  |  |
| 13 | Francia (bandiera)                       | C     | Guillaume Yango     | 1982 | 203  | 110  |  |
| 13 | Italia (bandiera)                        |       | Filippo Bellini     | 1992 |      |      |  |
| 14 | Italia (bandiera)                        | PG    | Davide Tisato       | 1981 | 193  | 83   |  |
| 14 | Italia (bandiera)                        |       | Riccardo Ciavarroni | 1992 |      |      |  |
| 15 | Argentina (bandiera) · Italia (bandiera) | A     | Mario Gigena        | 1977 | 198  | 98   |  |
| 18 | Argentina (bandiera) · Italia (bandiera) | G     | Patricio Prato      | 1979 | 194  | 91   |  |
| 21 | Grecia (bandiera)                        | AG    | Vaggelīs Sklavos    | 1977 | 202  | 106  |  |
| 22 | Argentina (bandiera) · Italia (bandiera) | P     | Nelson Ingles       | 1975 | 182  | 84   |  |
| 23 | Stati Uniti (bandiera)                   | G     | Roderick Wilmont    | 1983 | 193  | 98   |  |
| 33 | Stati Uniti (bandiera)                   | A     | Omar Thomas         | 1982 | 195  | 105  |  |
| 44 | Stati Uniti (bandiera)                   | C     | Pervis Pasco        | 1980 | 206  | 110  |  |
| -  | Italia (bandiera)                        | G     | Antonio Di Luccio   | 1992 |      |      |  |
| -  | Italia (bandiera)                        |       | Matteo Giovannelli  | 1992 |      |      |  |
| -  | Italia (bandiera)                        |       | Giovanni Rispoli    | 1993 |      |      |  |
| -  | Italia (bandiera)                        |       | Valerio Sanesi      | 1992 |      |      |  |
| -  | Italia (bandiera)                        |       | Mattia Santoprete   | 1992 |      |      |  |

## Staff Tecnico
- Allenatore:  Lino Lardo
- Assistente:  Alessandro Giuliani

## Mercato

### Sessione estiva
| Acquisti | Acquisti            | Acquisti          | Acquisti      | Acquisti |
| R.       | Nome                | da                | Modalità      |          |
| -------- | ------------------- | ----------------- | ------------- | -------- |
| C        | Pervis Pasco        | V.L. Pesaro       | definitivo    |          |
| P        | Jerry Green         | Ostenda           | definitivo    |          |
| G        | Folarin Campbell    | G. Mason Patriots | definitivo    |          |
| AC       | Guillaume Yango     | Teramo Basket     | definitivo    |          |
| AG       | Vaggelīs Sklavos    | Panellīnios       | definitivo    |          |
| G        | Tim Pickett         | A. Costa Imola    | definitivo    |          |
| C        | Matteo Spippoli     | Basket Livorno    | definitivo    |          |
| AG       | Donnell Harvey      | Bandırma Banvit   | definitivo    |          |
| P        | Davide Tisato       |                   | definitivo    |          |
| G        | Roderick Wilmont    | F.W. Mad Ants     | definitivo    |          |
| C        | Jiří Hubálek        | Iowa St. Cyclones | definitivo    |          |
| PG       | Diego Grillo        | Molfetta          | fine prestito |          |
| AG       | Stefano Martellucci |                   | definitivo    |          |

| Cessioni | Cessioni           | Cessioni           | Cessioni       | Cessioni |
| R.       | Nome               | a                  | Modalità       |          |
| -------- | ------------------ | ------------------ | -------------- | -------- |
| AG       | Steven Smith       | Kolossos Rodi      | fine contratto |          |
| C        | Wade Helliwell     | Sutor Montegranaro | fine contratto |          |
| P        | Morris Finley      | Mens Sana Siena    | fine contratto |          |
| GA       | Michele Mian       | Veroli Basket      | fine contratto |          |
| AG       | LeRoy Hurd         | V.L. Pesaro        | fine contratto |          |
| C        | Tuukka Kotti       | Brest              | fine contratto |          |
| G        | Tim Pickett        | Akademik Sofia     | rescissione    |          |
| P        | Davide Bonora      | Reyer Venezia      | fine contratto |          |
| AG       | Alejandro Gómez    | Free agent         | fine contratto |          |
| G        | Filip Videnov      | Granada            | fine contratto |          |
| AG       | Donnell Harvey     | Jiangsu Dragons    | rescissione    |          |
| C        | Massimiliano Rizzo | B.C. Ferrara       | fine contratto |          |

### Dopo l'inizio della stagione
| Acquisti | Acquisti    | Acquisti        | Acquisti         | Acquisti   |
| R.       | Nome        | da              | Data             | Modalità   |
| -------- | ----------- | --------------- | ---------------- | ---------- |
| A        | Omar Thomas | Pau-Lacq-Orthez | 14 novembre 2008 | definitivo |

| Cessioni | Cessioni         | Cessioni      | Cessioni         | Cessioni    |
| R.       | Nome             | a             | Data             | Modalità    |
| -------- | ---------------- | ------------- | ---------------- | ----------- |
| G        | Roderick Wilmont | Aliağa Petkim | 31 ottobre 2008  | rescissione |
| PG       | Davide Tisato    |               | 2 dicembre 2008  | rescissione |
| C        | Guillaume Yango  | Free agent    | 22 dicembre 2008 | rescissione |
| G        | Patricio Prato   | Pall. Cantù   | 28 febbraio 2009 | rescissione |
| C        | Pervis Pasco     | Ostenda       | 24 marzo 2009    | rescissione |